# 野迫川村
野迫川村（のせがわむら）は、奈良県南部に位置する村。2020年国勢調査によれば、離島を除いて日本で最も人口が少ない自治体である。
雲海が発生しやすいため「天空の国」をキャッチコピーとしている。

## 地理
野迫川村は奈良県の南西部に位置し、夏虫山（1349m）伯母子岳（1344m）や荒神岳（1260m）陣ヶ峰（1106m）といった紀伊山地西部の山塊に囲まれた山深い村である。村内には熊野川水系の中原川や川原樋川・北股川・弓手原川などが流れており、太平洋に通じている。
気候は高山気候に近く夏は冷涼で避暑地に適しているが、冬は大変に寒冷で降雪や積雪も多い。また梅雨の時期や夏の降水量が多いことも特徴で、急峻な地形と相まって災害に見舞われやすい面がある。
村内の可住地面積割合は2.1%である。これは全国の自治体で最も低い。
上述の通り山間部に位置するため、多くの道路が狭隘で交通が脆弱であり村へのアクセスが困難である。大阪方面への最短経路は和歌山県の高野山から高野龍神スカイライン（国道371号）経由である。五條市など奈良県内からは国道168号から県道を経由してアクセス可能であるが、一部に狭隘区間があり、走行時には注意が必要である。そのため、奈良県の村でありながら他の県内市町村よりも西に隣接する和歌山県橋本市、伊都郡九度山町・高野町や大阪府河内長野市との繋がりが比較的強い。 

### 隣接する自治体
- 奈良県
  - 五條市
  - 吉野郡十津川村
- 和歌山県
  - 伊都郡高野町、かつらぎ町、有田郡有田川町、田辺市

## 歴史
江戸時代には以下の14村が成立し、十二村郷一郷組、十二村郷野川組、十二村郷迫組、十二村郷川波組に分かれていた。14村全て幕府領で、五條代官所の管轄下にあった。
- 十二村郷一郷組：今井村
- 十二村郷野川組：平川村、柞原村、中村、上村
- 十二村郷迫組：北股村、檜木股村、弓手原村、今西村、平村
- 十二村郷川波組：池津川村、紫園村、中津川村、立里村

### 村名の由来
上記の野川組（現在の野迫川村北部）、迫組（南西部）、川波組（中東部）から一字ずつをとった合成地名である。

### 沿革
- 1872年（明治15年） - 今西村が北今西村と改称。
- 1889年（明治22年）4月1日 - 町村制の施行により、今井村、平川村、柞原村、中村、上村、北股村、檜木股村、弓手原村、北今西村、平村、池津川村、紫園村、中津川村、立里村の区域をもって発足。
- 1973年（昭和48年）4月1日 - 村章を制定[3]。
- 1989年（平成元年） - 村制施行100周年を迎える。
- 2016年（平成28年）4月12日 - 奈良県広域消防組合野迫川分署開署式を挙行する。開署に伴い、野迫川村に24時間体制の常備消防が設置される。

### 村域の変遷
1889年（明治22年）の町村制施行以来、一度も他の市町村との合併をしていない。
| 明治22年 | 現在 |
| -------- | ---- |
| 奈良県   |      |
| 吉野郡   |      |
| 野迫川村 |      |

現村長 吉井善嗣（よしい よしつぐ、1968年〈昭和43年〉2月26日-）
・祖父は野迫川第15〜17代村長の吉井善太郎。奈良県野迫川村出身。1986年奈良県立吉野高等学校卒業。1988年日本大学脳獣医学部（現:生物資源科学部）を中退。民間会社員を経て1991年から村職員。野迫川村建設課長、野迫川村産業課長などを務め、村長選出馬のため2022年3月退職。2022年6月5日に行われた野迫川村長選で172票を獲得し、元副村長である中本浩三の113票を破って、初当選した。
前村長 角谷喜一郎
- 前職の任期満了に伴う2010年（平成22年）5月30日投開票の村長選に立候補、対立候補にダブルスコアの結果で初当選。2014年（平成26年）6月1日投開票の村長選にて対立候補に大差を付け再選。2018年5月29日に告示、無投票で3選。

前々村長の高田幸篤は、1970年6月20日に就任して以来当選10期を重ね、町村長では全国最多選であったが、2010年（平成22年）5月30日の選挙には出馬せず引退した。
なお、衆議院議員選挙の選挙区は「奈良県第3区」、奈良県議会議員選挙の選挙区は「吉野郡選挙区」（定数：2）となっている。
- 議会：定数7[9]

## 地域

### 人口
| |                                          |  |
| 野迫川村と全国の年齢別人口分布（2005年） | 野迫川村の年齢・男女別人口分布（2005年） |  |
| ■紫色 ― 野迫川村 ■緑色 ― 日本全国 | ■青色 ― 男性 ■赤色 ― 女性                |  |
| 野迫川村（に相当する地域）の人口の推移 \| 1970年（昭和45年） \| 1,405人 \| \| \| 1975年（昭和50年） \| 1,285人 \| \| \| 1980年（昭和55年） \| 1,121人 \| \| \| 1985年（昭和60年） \| 1,213人 \| \| \| 1990年（平成2年） \| 926人 \| \| \| 1995年（平成7年） \| 875人 \| \| \| 2000年（平成12年） \| 783人 \| \| \| 2005年（平成17年） \| 743人 \| \| \| 2010年（平成22年） \| 524人 \| \| \| 2015年（平成27年） \| 449人 \| \| \| 2020年（令和2年） \| 357人 \| \| |                                          |  |
| 総務省統計局 国勢調査より |                                          |  |
| 1970年（昭和45年） | 1,405人                                  |  |
| 1975年（昭和50年） | 1,285人                                  |  |
| 1980年（昭和55年） | 1,121人                                  |  |
| 1985年（昭和60年） | 1,213人                                  |  |
| 1990年（平成2年） | 926人                                    |  |
| 1995年（平成7年） | 875人                                    |  |
| 2000年（平成12年） | 783人                                    |  |
| 2005年（平成17年） | 743人                                    |  |
| 2010年（平成22年） | 524人                                    |  |
| 2015年（平成27年） | 449人                                    |  |
| 2020年（令和2年） | 357人                                    |  |

- 2005年から2010年にかけての人口減少率は29.5%で、全国の市町村中最大となっている。
- 平成26年1月1日現在の人口減少前年比率は、宮城県牡鹿郡女川町に次いで全国第2位の減少率であった[10]。
- 2018年～2020年にかけて、3年連続出生数0を記録した。

### 教育
- 野迫川村立野迫川小中学校
  - 9年制の義務教育学校。2021年にそれまで村内にあった野迫川村立野迫川中学校と野迫川村立野迫川小学校が統合し開校。

| 野迫川小中学校 |  | 野迫川中学校旧校地 |
| 野迫川小中学校 |  | 野迫川中学校旧校地 |

## 交通

### 鉄道
村内に鉄道路線は走っていない。最寄り駅は、南海電鉄鋼索線高野山駅　(=和歌山県伊都郡高野町）。

### バス
村の中心部（村役場付近）と立里（立里荒神社、雲之上温泉・ホテル開雲荘（閉業））へは南海りんかんバスが南海電鉄高野山駅から1日2往復（冬季は1往復）(平日運休)運行している。また、村役場と高野山（高野山駅ではなく、高野町中心部の「千手院」まで。なお、同地にて南海りんかんバスに乗り継ぎ、高野山駅へ向かうことは可能）の間には野迫川村営バスも1日1往復運行される。
村北部の今井 - 上の地区には奈良交通がJR和歌山線五条駅から1日1往復運行していたが、2006年9月30日をもって休止されたため、現在では村営バスが村役場からこれらの地区を経て五條市大塔町小代下まで結び、同地にて奈良交通バスと接続することで代替している。この路線も平日のみで1日2往復しかないため、公共交通機関を利用してでの来訪が非常に難しい村といえる。
小代下及び高野山での他交通との接続を除き、村営バスは役場と村内集落を朝と夕方に1往復する形で結んでいる。なお、かつて南海電鉄バス（南海りんかんバスの前身である高野山営業所）と奈良交通は、現在または直近の村内路線から更に延長する形で、村の南部・東部の集落へも運行していた。特に高野山からの路線開通は当時徒歩のみが頼りだった村内の交通手段を劇的に改善させたものの、後に前者は立里線・後者も野川上村以遠（後に村内全域）から撤退し、公共交通機関が途絶した中津川集落は後に廃村となり、その他の集落は村営バスのみが運行されている。

### 道路
狭隘な道路が多く、公共交通でなくとも来訪の困難さに拍車をかけている。

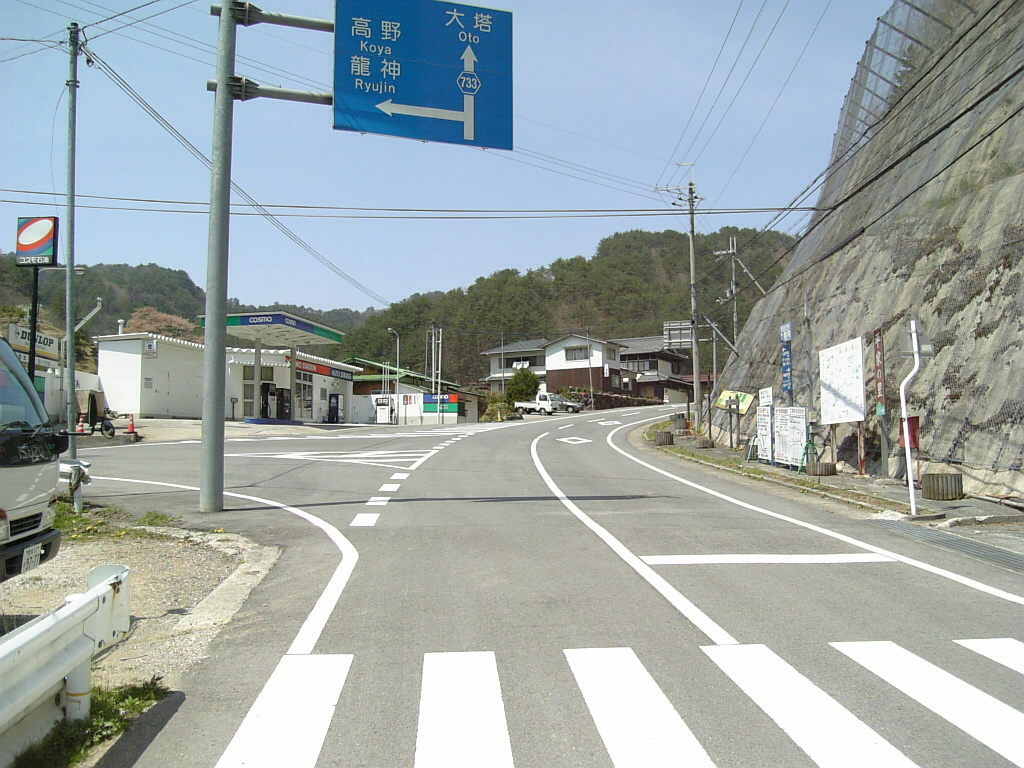
村役場前の県道733号川津高野線。左は高野龍神スカイラインへ通じる村道

#### 国道
- 国道371号（高野龍神スカイライン） - 南海りんかんバス・村営バス高野山線は現在スカイライン経由である。唯一狭隘区間をほとんど通らずに関西の主要市街地まで通行が可能。

#### 県道
- 主要地方道
  - 奈良県道53号高野天川線 - 五條市大塔町で国道168号と接続。
- 一般県道
  - 奈良県道733号川津高野線
  - 奈良県道734号高野辻堂線

## 経済

### 特産品
アマゴ、ワサビなど

### 日本郵政グループ
（※2014年6月現在）
- 日本郵便株式会社
  - 野迫川郵便局（北股） - 集配局。野迫川村では唯一の金融機関である[11]。村では唯一のATMで[11]、ゆうちょ銀行ATMのホリデーサービス実施局。
  - 野川簡易郵便局（上） - 2011年9月1日より一時閉鎖[12]2019年6月1日廃止[13]

※野迫川村内の郵便番号は「637-04xx」（今井、上、中、平川、柞原（ほそはら）＝辻堂郵便局（五條市大塔町辻堂）の集配担当）・「648-03xx」（前述以外の地域＝野迫川郵便局の集配担当）となっており、同じ村内で「63」「64」の2つの地域区分が混在している（奈良県内ではこの他吉野郡十津川村がこれに該当する）。

## 姉妹都市・提携都市
2014年現在の姉妹都市は1市。

### 日本国外
- ビソケ・タトリ市（スロバキア語版） 〔スロバキア共和国・プレショウ県ポプラド郡（スロバキア語版）〕
  - 2003年（平成15年）9月12日姉妹都市提携 [14]

## 名所・旧跡・観光スポット・祭事・催事

### 観光
2018年頃から「雲海の村」をPRした結果、年間15万人の観光客が訪れるようになった。村では訪れる前に雲海の発生を確認出来るようにライブカメラを設置している。雲海目当てに早朝に観光客が増加したことから、住民が飲食店の早朝営業や民宿経営などを始めるようになった。
- 野迫川温泉 ホテルのせ川
- 荒神社
- 護摩壇山
- 平維盛歴史の里
- 高野豆腐伝承館
- 鶴姫公園
- 高野龍神スカイライン

### 旧跡
- 小辺路（熊野参詣道） - 世界遺産